# Neun Ehrenzeichen
Die neun Ehrenzeichen (九錫) waren Belohnungen, welche von den chinesischen Kaisern besonders herausragenden Beamten als Belohnung für ihre Taten verliehen wurden.
Das Zeichen 錫 (im Mandarin Xi ausgesprochen) wird deswegen anstelle des zu erwartenden 賜 (Ci) verwendet, weil die Zeichen zur Zeit der Einrichtung dieses Brauchs im Buch der Riten austauschbar waren. Es ist deshalb unklar, ob das moderne Mandarin 九錫 als jiǔxí oder als jiǔcì auszusprechen ist.
Die neun Ehrenzeichen wurden wahrscheinlich in der Zhou-Dynastie eingeführt, es gibt jedoch vor der Zeit des Wang Mang keine Aufzeichnungen über ihre Verleihung. Von da an gerieten die neun Ehrenzeichen zu einem Symbol der totalen Macht eines Beamten über den Kaiser und seine Ambition, den Thron zu usurpieren. In der weiteren chinesischen Geschichte geschah es selten, dass eine Usurpation ohne die vorige Verleihung der neun Ehrenzeichen vollzogen wurde. Analog gab es kaum einen Fall, in dem die Verleihung der neun Ehrenzeichen keine Usurpation zur Folge hatte. Allerdings verlieh beispielsweise Cao Pi, der erste Kaiser der Wei-Dynastie, die neun Ehrenzeichen im Jahr 221 dem Warlord Sun Quan, der damals für kurze Zeit Vasall der Wei wurde.
Die neun Ehrenzeichen
| Geschenk                    | Anlass                                                          | Zweck                                                              |
| --------------------------- | --------------------------------------------------------------- | ------------------------------------------------------------------ |
| 1. ein Wagen und Pferde     | Der Beamte zeigt sich maßvoll und benimmt sich anständig.       | Er muss nicht mehr zu Fuß gehen.                                   |
| 2. Kleidung                 | Der Beamte schreibt gut und angemessen.                         | Seine Taten werden sichtbar.                                       |
| 3. niedergeschriebene Musik | Der Beamte trägt Liebe im Herzen.                               | Der Beamte kann sein Volk die Musik lehren.                        |
| 4. eine rote Tür            | Der Beamte bestellt seinen Haushalt gut.                        | Unterschied zu anderen Häusern.                                    |
| 5. eine Rampe               | Der Beamte handelt planvoll.                                    | Er kann auf die Rampe steigen und seine Stärke bewahren.           |
| 6. bewaffnete Wachen        | Der Beamte ist mutig und wagt es, die Wahrheit auszusprechen.   | Er wird geschützt.                                                 |
| 7. Waffen, Bogen und Pfeile | Der Beamte ist stets bei der Sache und folgt der Gerechtigkeit. | Er kann die Zentralregierung vertreten und jeden Verrat ausmerzen. |
| 8. eine Axt                 | Der Beamte ist stark, weise und dem Kaiserhaus treu ergeben.    | Er kann die Hinterhältigen hinrichten.                             |
| 9. Wein                     | Der Beamte ist von kindlicher Treue.                            | Er kann seinen Ahnen Opfer darbringen.                             |